# Would You Lay with Me (In a Field of Stone)
Would You Lay with Me (In a Field of Stone) är ett studioalbum från 1974 av Tanya Tucker, med Billy Sherrill som producent. The Nashville Edition, medverkar med bakgrundssång. Titellåten (skriven av David Allan Coe) och The Man That Turned My Mama On, blev båda stora hit.

## Låtlista
1. "Would You Lay with Me (In a Field of Stone)" (David Allan Coe) – 2:23
2. "How Can I Tell Him" (Roland Kent "Lobo" LaVoie) – 4:40
3. "Let Me Be There" (John Rostill) – 2:56
4. "Bed of Roses" (Don Reid) – 2:25
5. "The Man That Turned My Mama On" (Ed Bruce) – 2:54
6. "I Believe the South Is Gonna Rise Again" (Bobby Braddock) – 3:01
7. "Old Dan Tucker's Daughter" (Curly Putman/Buddy Killen) – 2:53
8. "No Man's Land" (Don Wayne) – 3:37
9. "Why Me Lord?" (Kris Kristofferson) – 2:47
10. "The Baptism of Jesse Taylor" (Dallas Frazier/Sander D. Shafer) – 3:15
11. "What If We Were Running Out of Love" (Linda Hargrove) – 2:25